# 純情可憐殺人事件
『純情可憐殺人事件』（じゅんじょうかれんさつじんじけん）は、日本の小説家赤川次郎によって1987年に発表された、大貫警部シリーズの推理小説短編集である。

## あらすじ
日高という歯科医師が台所で殺害された。捜査一課長の箱崎は、井上に、日高の妻が犯行を自白しているが、大貫警部がいると迷惑なので、できるだけ捜査を長引かせてこい、と命令する。だが、現場についた大貫は、日高の妻は犯人ではない、と、ほかに犯人を捜し始める。日高の妻は、大貫の初恋の人だったのだ。

## 収録作品
- 純情可憐殺人事件
- 一致団結殺人事件
- 四方八方殺人事件
- 公私混同殺人事件

## 主な登場人物
- 大貫警部 - 警視庁きっての迷惑男
- 井上安弘 - 大貫警部の部下
- 向井直子 - 井上刑事の恋人